# Vega, Haninge kommun
Vega är en kommundel i norra delen av Haninge kommun. Det gränsar i norr och väster till Länna och Lissma i Huddinge kommun och i söder till Handen. Vegas folkmängd var 3 665 i december 2009.

## Allmänt
Bebyggelsen, som ingår i tätorten Stockholm, består huvudsakligen av villor. Genom området passerar såväl Nynäsvägen Riksväg 73 som Nynäsbanan, men det har ändå legat ganska isolerat. En ny trafikplats på motorvägen (trafikplats Vega , mellan trafikplatserna Skogås och Länna) och en ny pendeltågsstation (se nedan) har byggts.
Vega är bland annat känt för Vegabaren. Restaurangen var från början en korvkiosk och kallades Drive in. Med start 1957 var den ett av de första ställena i Sverige som serverade hamburgare. Den renodlade hamburgerbaren med det nuvarande namnet invigdes 1964 och räknas till de äldsta hamburgerrestaurangerna i Sverige.

## Namnet
Vega är ett namn som tillkommit på privat initiativ. En villaägare i området, som i april 1880 hade bevistat S/S Vegas ankomst till Dalarö, uppkallade sin villa efter fartyget . Vid namnsättning av vägar i området kom senare namn med anknytning till Vegaexpeditionen att användas. Även en hållplats på Nynäsbanan fick namnet Vega.

## Utbyggnadsprojekt
Ett stort stadsbyggnadsprojekt, Vegastaden, pågår , vilket innebär bland annat byggandet av 3 000 nya bostäder. Ett officiellt "första spadtag" för den nya bebyggelsen togs den 3 december 2012 . I augusti 2020 öppnar en kommunal grundskola vid namn Nakterhusskolan i området.      

## Kommunikationer
Den 1 april 2019 öppnade Vega pendeltågsstation. Stationen uppfördes på Västra Täckeråkers tidigare ängar mellan Skogås och Handen och består av en mittplattform med biljetthall och entré i dess södra del. 
Mellan 1929 och 1973 fanns en hållplats söder om järnvägens nuvarande gångbro i Vegas villasamhälle .

## Postort
Från den 1 april 2010 blev Vega en egen postort (tidigare Haninge), omfattande Kvarntorp, Söderhagen och Vega. Postnumret i Vega är 136 49-136 58.

## Bilder

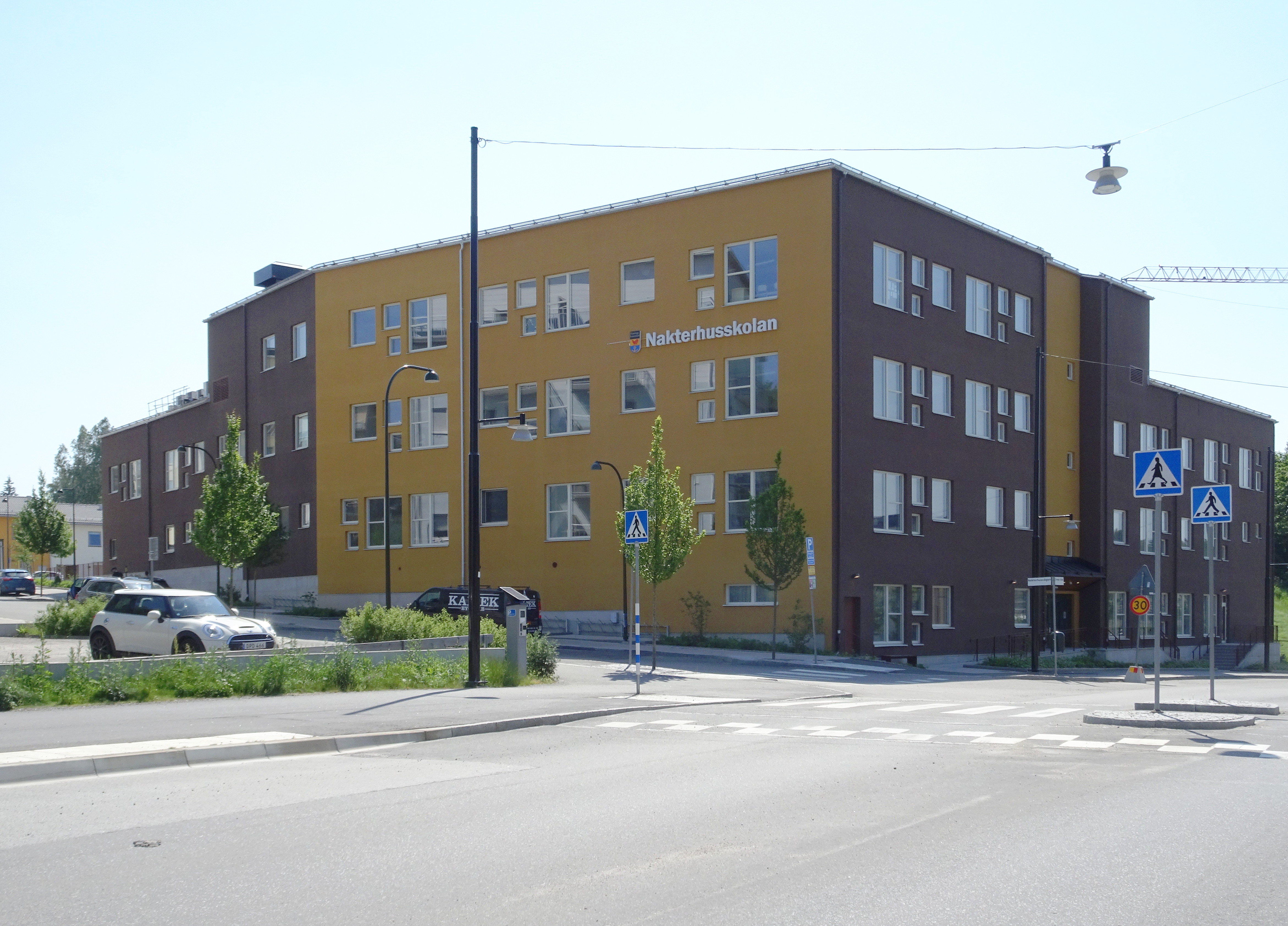
Nakterhusskolan.
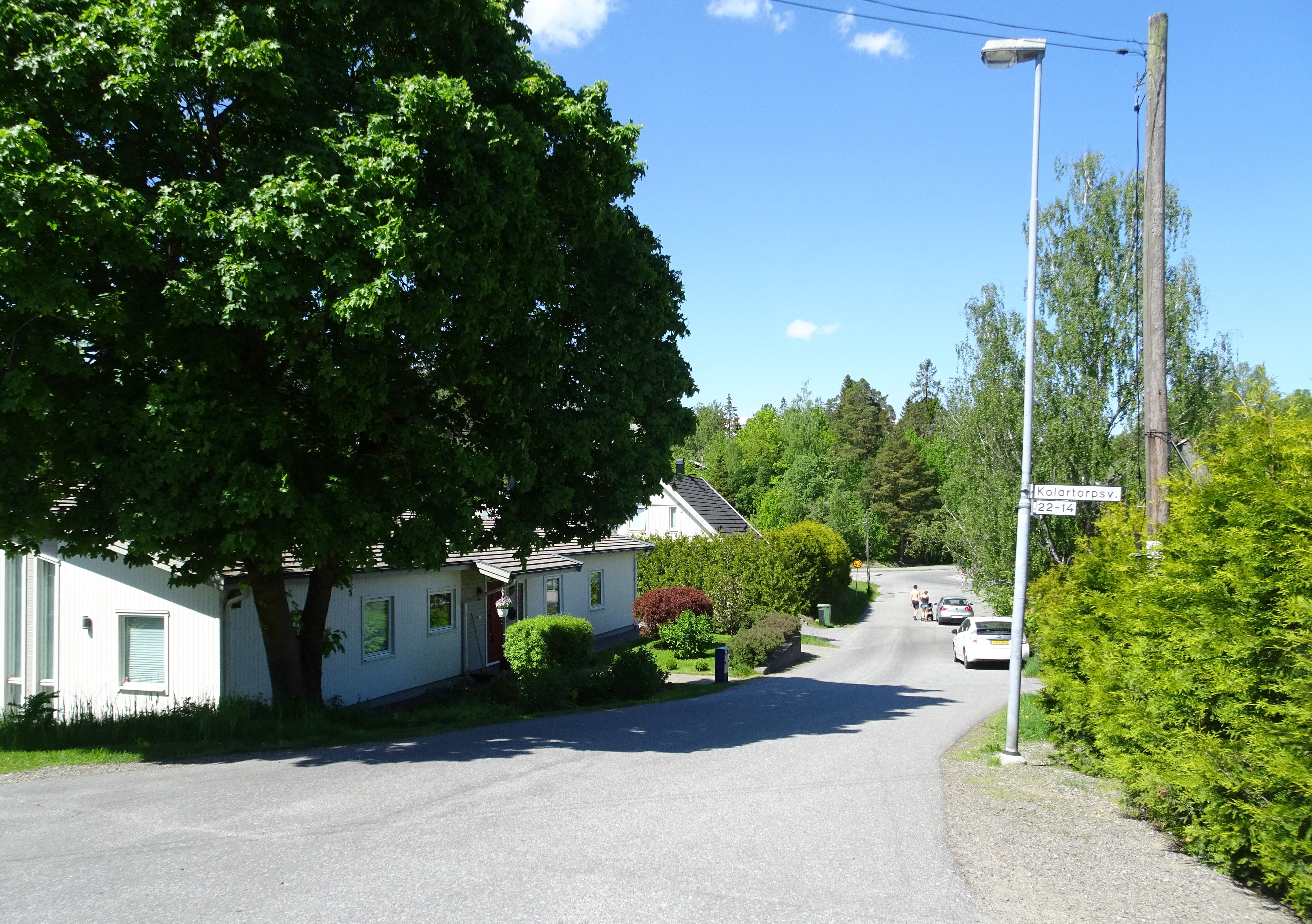
Villaområdet Kolartorp
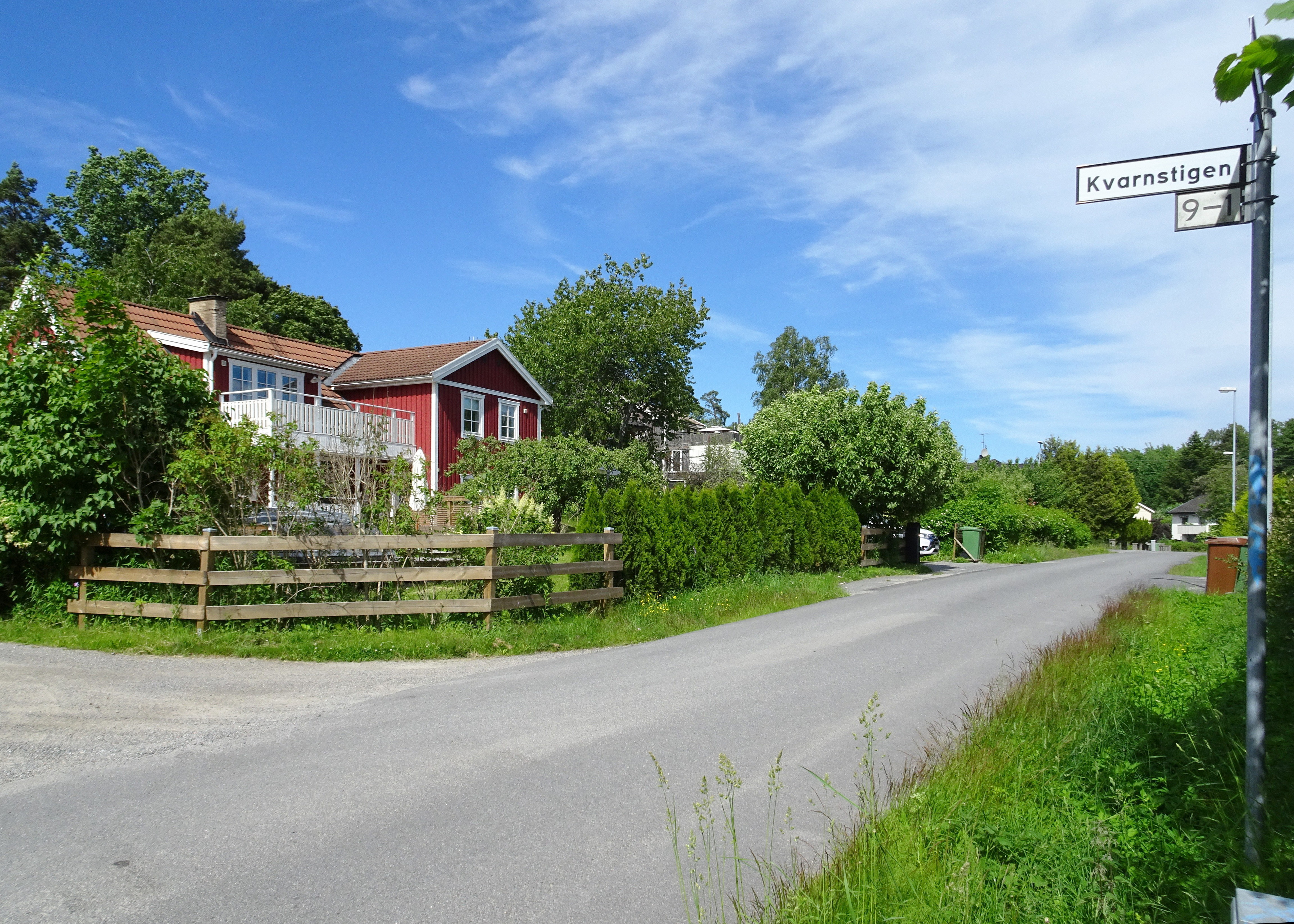
Villaområdet Kvarntorp
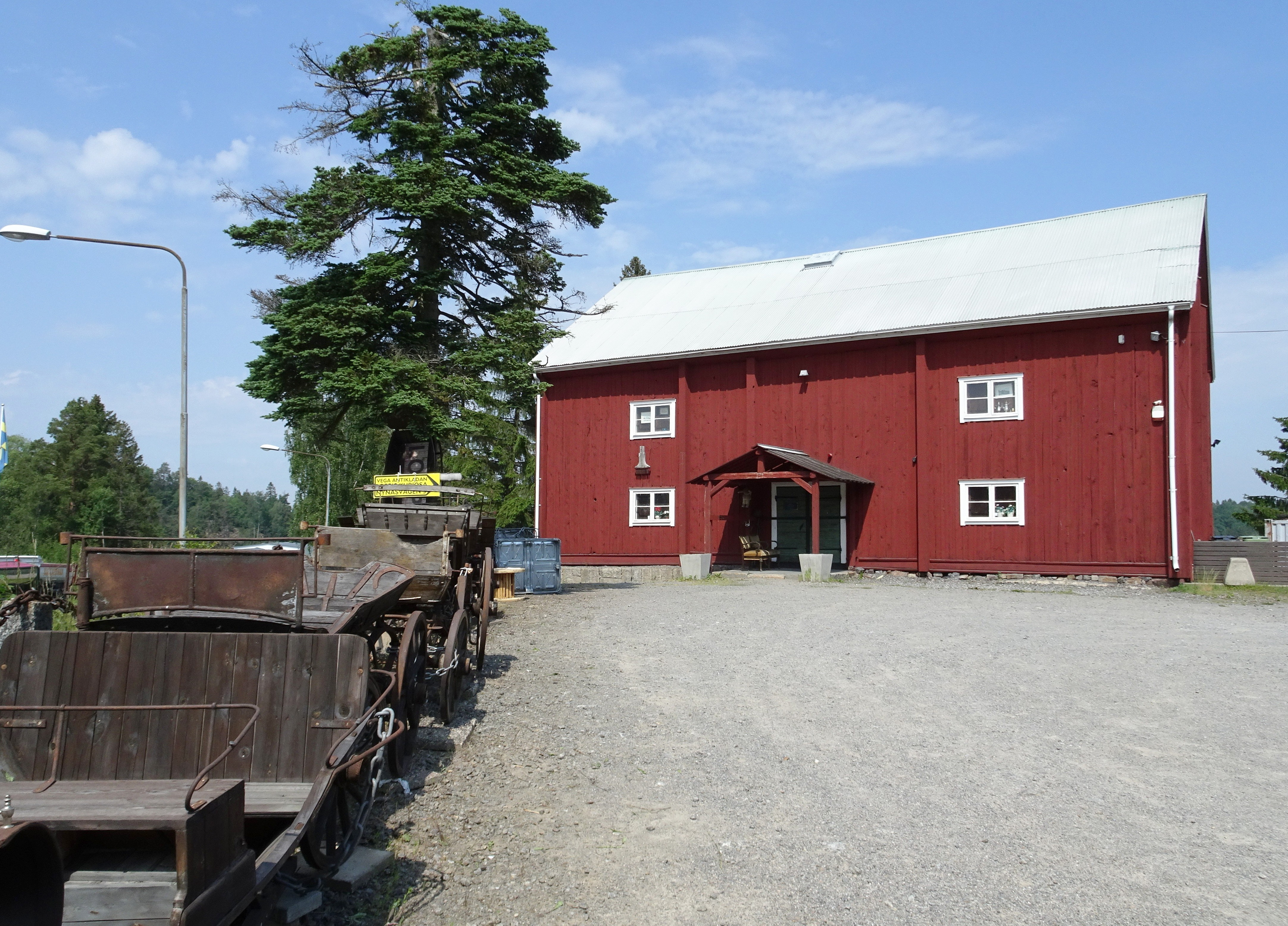
Antikladan vid Söderby kvarn

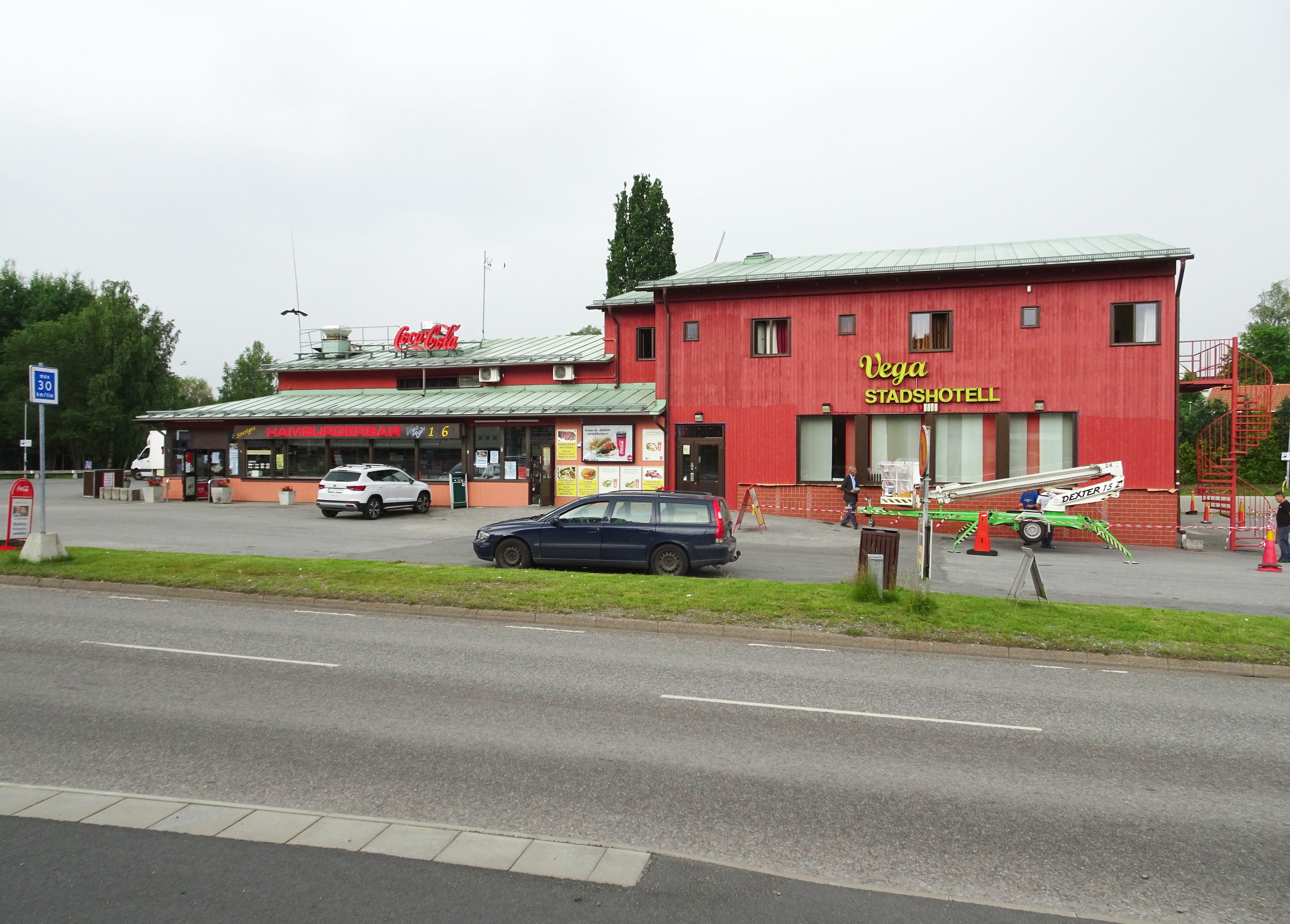
Vega stadshotell
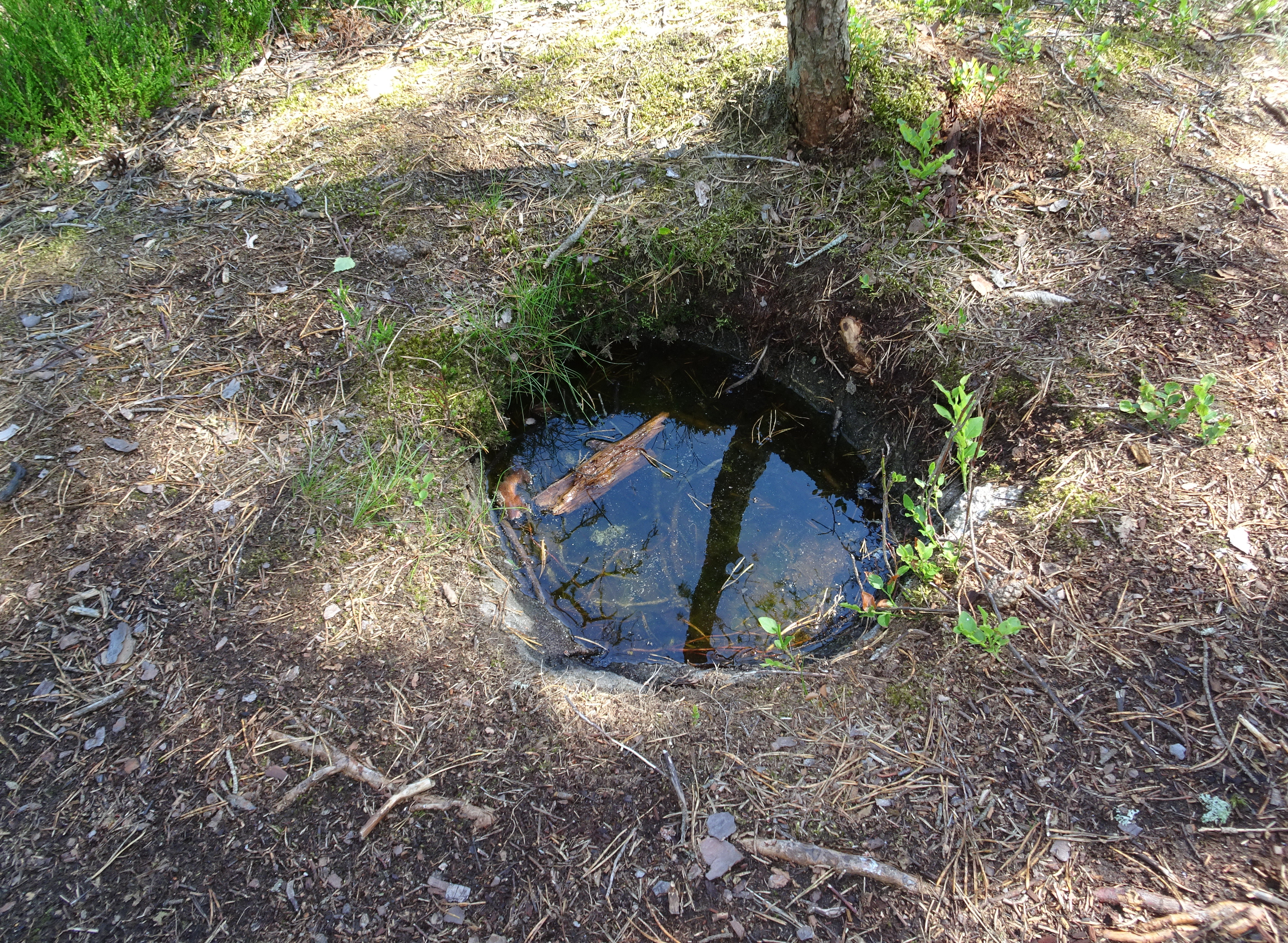
Jättegryta i Kolartorps naturreservat
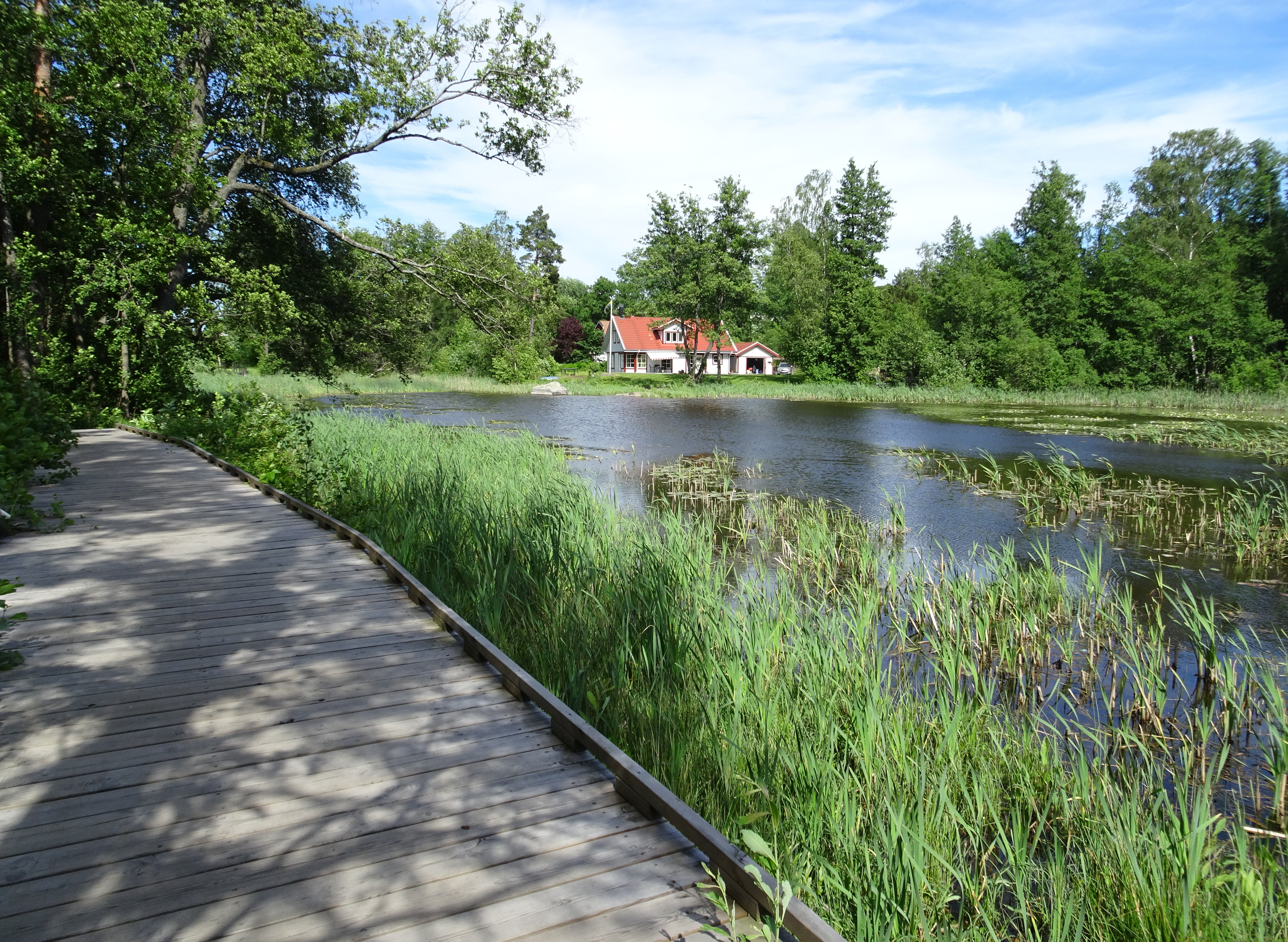
Dammträsket
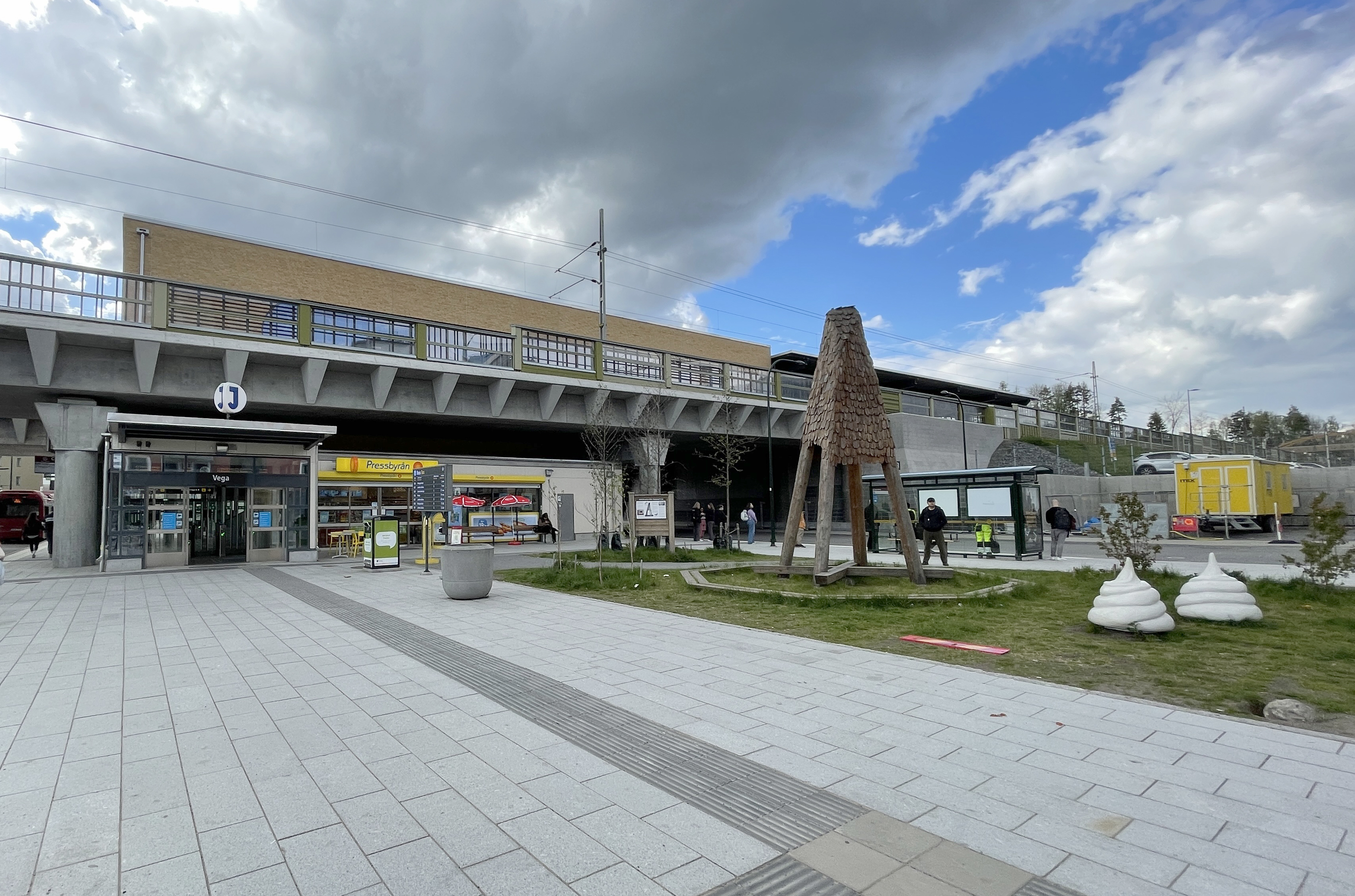
Vega Pendeltågsstation